# Maple Park
Maple Park è un villaggio degli Stati Uniti d'America, situato nello Stato dell'Illinois, diviso tra la contea di Kane e la contea di DeKalb.